# Livello di presentazione
In telecomunicazioni il livello di presentazione (presentation layer) è il sesto livello del modello OSI per le reti di calcolatori. Ha come obiettivo quello di trasformare i dati forniti dal livello di applicazione in un formato standard e offrire servizi di comunicazione comuni, quali la crittografia, la compressione del testo e la riformattazione.

## Descrizione
Il livello di presentazione consente la gestione della sintassi e della semantica delle informazioni trasmesse, diversamente dagli altri livelli che gestiscono una sequenza di bit.
Sono previste tre diverse tipologie di sintassi:
- astratta (definizione formale dei dati che gli applicativi si scambiano);
- concreta locale (come i dati sono rappresentati localmente);
- di trasferimento (come i dati sono codificati durante il trasferimento).

La sicurezza tramite cifratura, pur essendo essa un tipo di codifica, è implementata in linea di massima in questo strato anziché al livello collegamento o addirittura direttamente al livello fisico di trasmissione sul canale per evitare di dover cifrare l'intero flusso informativo contenente tutta l'informazione di overhead associata agli header dei protocolli dei livelli superiori, quando in realtà è sufficiente cifrare solo il carico utile proveniente dallo strato applicativo, consentendo un risparmio nel carico di elaborazione (decifratura) in ricezione.
Il caso più comune di risparmio del carico elaborativo per l'utilizzo di appartati in ambienti disomogeneri (come pc personali degli utenti o i portatili) è quello della connessione in HTTPS (protocollo applicativo combinato che richiede l'impiego del protocollo TLS nel livello di presentazione in cui il payload è focalizzato, quindi senza ri-cifratura degli header dello strato di rete).
Ma nelle implementazioni reali di architetture di rete, in cui ad esempio si richiede la cifratura di tutte le comunicazioni del protocollo IP, la sicurezza può essere implementata in più livelli con strati o protocolli aggiuntivi cifrando anche le informazioni di overhead (ad esempio con l'adozione del protocollo IPsec del livello di rete in caso di connessione su server HTTPS rieseguirebbe la cifratura dei dati già cifrati nello strato superiore SSL e TLS del livello di presentazione.
Un discorso analogo vale per la compressione dati: è utile comprimere il carico utile informativo del livello applicativo, ma può essere dannoso comprimere l'overhead a livello fisico o di collegamento visto che in linea di massima potrebbe trattarsi di compressione con perdita, mentre l'integrità informativa è assolutamente necessaria all'overhead per espletamento delle funzioni di controllo/elaborazione nei vari strati protocollari in ricezione. Anche questo fatto inoltre contribuisce ad un risparmio nel carico di elaborazione (decompressione) in ricezione.

## Altro
Nella programmazione web il livello di presentazione (presentation layer) è anche uno strato dell'architettura three-tier delle applicazioni web ovvero il cosiddetto front-end utente dell'applicazione.